# Elliott Mason
Elliott Mason (29 de janeiro de 1888 – 20 de junho de 1949) foi uma atriz de teatro e cinema britânica. Ela às vezes foi creditada como Elliot Mason.

## Filmografia selecionada
- The Ghost Goes West (1935)
- Born That Way (1936)
- I See Ice (1938)
- Owd Bob (1938)
- Break the News (1938)
- The Citadel (1938)
- Marigold (1938)
- The Ware Case (1938)
- Black Limelight (1939)
- Return to Yesterday (1940)
- Blind Folly (1940)
- Turned Out Nice Again (1941)
- The Big Blockade (1942)
- The Gentle Sex (1943)
- On Approval (1944)
- The Agitator (1945)
- Perfect Strangers (1945)
- The Captive Heart (1946)